# III. třída okresu Pardubice
III. třída okresu Pardubice patří společně s ostatními třetímy třídami mezi desáté nejvyšší fotbalové soutěže v Česku. Jedná se o 9. stupeň v českých fotbalových soutěžích. Hrála se každý rok od léta do jara příštího roku. Na konci ročníku nejlepší tým každé skupiny postupoval do II. třídy okresu Pardubice.

## Vítězové

### III. třída Holicko - Pardubice
| Ročník    | Vítězný tým               |
| --------- | ------------------------- |
| 2004/2005 | SK Sparta Dašice          |
| 2005/2006 | SK Nemošice               |
| 2006/2007 | Sokol Dříteč              |
| 2007/2008 | TJ Sokol Staré Hradiště B |
| 2008/2009 | TJ Sokol Roveň            |
| 2009/2010 | AFK Ostřešany             |
| 2010/2011 | SK Sparta Dašice          |
| 2011/2012 | Sokol Mnětice             |
| 2012/2013 | FC Libišany               |
| 2013/2014 | FK Horní Ředice           |
| 2014/2015 | AFK Ostřešany             |
| 2015/2016 | TJ Sokol Chvojenec        |
| 2016/2017 | Torpedo Pardubice         |
| 2017/2018 | SK - 1.FC Mikulovice      |
| 2018/2019 |                           |

### III. třída Přeloučsko - Pardubice
| Ročník    | Vítězný tým               |
| --------- | ------------------------- |
| 2004/2005 | Sokol Živanice B          |
| 2005/2006 | TJ Lipoltice              |
| 2006/2007 | FC Libišany               |
| 2007/2008 | Slavoj Choltice           |
| 2008/2009 | Sokol Zdechovice          |
| 2009/2010 | TJ Přelovice              |
| 2010/2011 | FK Přelouč B              |
| 2011/2012 | TJ Sokol Rohovládova Bělá |
| 2012/2013 | SK Lázně Bohdaneč         |
| 2013/2014 | FC Titanic Srch B         |
| 2014/2015 | Sokol Újezd               |
| 2015/2016 | TJ Přelovice              |
| 2016/2017 | SK Křičeň                 |
| 2017/2018 | TJ Sokol Rohoznice        |
| 2018/2019 |                           |